# Ketchikan Gateway Borough

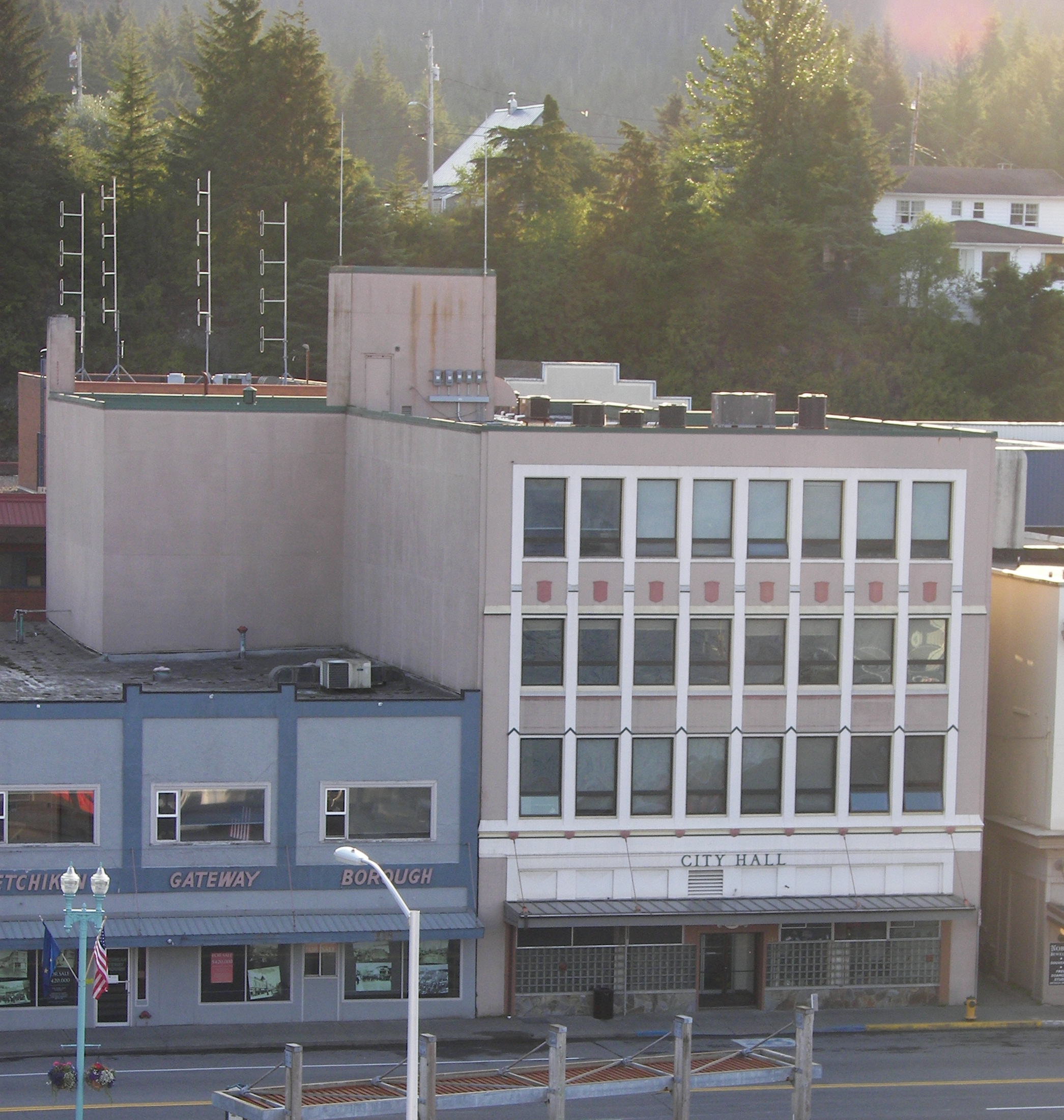
City Hall

Ketchikan Gateway Borough is een borough in de Amerikaanse staat Alaska.
De borough heeft een landoppervlakte van 3.194 km² en telt 14.070 inwoners (volkstelling 2000). De hoofdplaats is Ketchikan.